# Togo ai Giochi della XXXI Olimpiade
Il Togo ha partecipato ai Giochi della XXXI Olimpiade, che si sono svolti a Rio de Janeiro, Brasile, dal 5 al 21 agosto 2016, con una delegazione di cinque atleti impegnati in tre discipline: atletica leggera, canottaggio e nuoto. Portabandiera alla cerimonia di apertura è stata la nuotatrice diciassettenne Adzo Kpossi, alla sua seconda Olimpiade.
Si è trattato della decima partecipazione di questo paese ai Giochi estivi. Non sono state conquistate medaglie.

## Atletica
- 200 m maschili - 1 atleta (Fabrice Dabla)
- 100 m femminili - 1 atleta (Prénam Pesse)

## Canottaggio
- Singolo femminile - 1 atleta (Claire Akossiwa)

## Nuoto
- 50 m stile libero maschili - 1 atleta (Eméric Kpegba)
- 50 m stile libero femminili - 1 atleta (Adzo Kpossi)